# İstanbul Profesyonel Ligi 1952
Die İstanbul Profesyonel Ligi 1952 war die erste ausgetragene Saison der İstanbul Profesyonel Ligi. Meister wurde zum ersten Mal Beşiktaş Istanbul.

## Statistiken

### Abschlusstabelle
Punktesystem
Sieg: 2 Punkte, Unentschieden: 1 Punkt, Niederlage: 0 Punkte
| Rang | Verein               | Sp. | G  | U | V  | Tore  | Diff. | Punkte |
| ---- | -------------------- | --- | -- | - | -- | ----- | ----- | ------ |
| 1.   | Beşiktaş Istanbul    | 14  | 12 | 2 | 0  | 35:10 | +25   | 26     |
| 2.   | Galatasaray Istanbul | 14  | 06 | 7 | 01 | 23:9  | +14   | 19     |
| 3.   | Fenerbahçe Istanbul  | 14  | 08 | 3 | 03 | 28:18 | +10   | 19     |
| 4.   | Vefa Istanbul        | 14  | 06 | 2 | 06 | 30:23 | 0+7   | 14     |
| 5.   | Beykozspor           | 14  | 06 | 2 | 06 | 18:22 | 0–4   | 14     |
| 6.   | İstanbulspor         | 14  | 04 | 3 | 07 | 16:26 | -10   | 11     |
| 7.   | Kasımpaşa Istanbul   | 14  | 02 | 1 | 11 | 12:33 | -21   | 5      |
| 8.   | Emniyet SK           | 14  | 01 | 2 | 11 | 13:34 | -21   | 4      |

### Torschützenliste
Bei gleicher Anzahl von Treffern sind die Spieler alphabetisch nach Nachnamen bzw. Künstlernamen sortiert.
| Rang | Name                  | Mannschaft           | Tore |
| ---- | --------------------- | -------------------- | ---- |
| 1.   | Şevket Yorulmaz       | Beşiktaş Istanbul    | 19   |
| 2.   | İsmet Yamanoğlu       | Vefa Istanbul        | 9    |
| 3.   | Garbis İstanbulluoğlu | Vefa Istanbul        | 8    |
| 3.   | Burhan Sargun         | Fenerbahçe Istanbul  | 8    |
| 5.   | Fahir Ülgür           | Fenerbahçe Istanbul  | 7    |
| 6.   | Nusret Dalkıran       | Beykozspor           | 6    |
| 6.   | Basri Ozan            | İstanbulspor         | 6    |
| 8.   | İsfendiyar Açıksöz    | Vefa Istanbul        | 5    |
| 8.   | Gündüz Kılıç          | Galatasaray Istanbul | 5    |
| 8.   | Şaban Şahinoğlu       | Kasımpaşa Istanbul   | 5    |

### Kreuztabelle
| 1952                 | Beşiktaş Istanbul | Galatasaray Istanbul | Fenerbahçe Istanbul | Vefa Istanbul | Beykozspor | İstanbulspor | Kasımpaşa Istanbul | EMN |
| -------------------- | ----------------- | -------------------- | ------------------- | ------------- | ---------- | ------------ | ------------------ | --- |
| Beşiktaş Istanbul    |                   | 1:1                  | 1:0                 | 3:1           | 5:0        | 4:1          | 3:0                | 3:0 |
| Galatasaray Istanbul | 0:0               |                      | 2:2                 | 3:0           | 4:2        | 0:1          | 4:0                | 2:0 |
| Fenerbahçe Istanbul  | 2:4               | 1:1                  |                     | 5:2           | 0:1        | 1:0          | 4:1                | 2:1 |
| Vefa Istanbul        | 0:1               | 0:2                  | 2:2                 |               | 3:0        | 5:0          | 5:1                | 5:0 |
| Beykozspor           | 1:2               | 1:1                  | 1:2                 | 2:1           |            | 3:1          | 2:0                | 3:1 |
| İstanbulspor         | 2:3               | 1:1                  | 1:2                 | 1:1           | 1:1        |              | 1:0                | 1:0 |
| Kasımpaşa Istanbul   | 1:3               | 0:2                  | 0:1                 | 2:3           | 1:1        | 3:1          |                    | 0:1 |
| Emniyet SK           | 1:2               | 1:1                  | 1:4                 | 1:2           | 1:2        | 2:4          | 3:3                |     |